# 特立尼达和多巴哥共产党
特立尼达和多巴哥共产党（英語：Communist Party of Trinidad and Tobago）是特立尼达和多巴哥的一个已不存在的共产主义政党。该党成立于1979年8月，据说创始人是加拿大共产党（马列）的领导人哈迪亚尔·贝恩斯。该党的意识形态是共产主义、马克思列宁主义、霍查主义。该党的政治立场是极左翼。该党出版刊物《阶级斗争》。随着苏联解体的发生，该党的很多成员放弃强硬的共产主义立场。